# Панайот Пано
Панайот Пано (алб. Panajot Pano, грец. Παναγιώτης Πάνου; нар. 7 березня 1939, Дуррес, Албанія — пом. 19 січня 2010, Джексонвілл, США) — албанський футболіст грецького походження. Нападник, відомий насамперед виступами за клуб «Партизані» та національну збірну Албанії. 
Лауреат Ювілейної нагороди УЄФА як найвидатніший албанський футболіст 50-річчя (1954—2003).

## Біографія

### Кар'єра
Вихованець футбольної школи клубу «Тирана», у якій починав награватися на позиції воротаря, згодом змінив ігрове амплуа на нападника. На дорослому рівні відіграв у «Тирані» протягом 3 років.
1960 року перейшов до клубу «Партизані», у складі якого й провів наступні 15 років ігрової кар'єри. Протягом цього часу чотири рази ставав чемпіоном Албанії, п'ять разів — володарем Кубка Албанії, а також вигравав Кубок Балкан у 1970 році.  
Провів 24 гри у складі національної збірної Албанії, відзначився 3 забитими голами.
Завершив активну ігрову кар'єру 1975 року у 36-річному віці. Усього протягом кар'єри провів майже 700 матчів, з них понад 100 міжнародних зустрічей, включаючи товариські. Забив понад 400 голів у внутрішніх матчах та більш ніж 50 — у міжнародних.

### Смерть
Помер 19 січня 2010 року на 71-му році життя у лікарні міста Джексонвілл, Флорида, США від сердцевого нападу. З огляду на значний внесок гравця у розвиток футболу в країні Уряд Албанії оголосив 21 січня 2010 року днем національної жалоби за Панайотом Пано.

## Досягнення та нагороди
- Володар Кубка Балкан: 1970
- Чемпіон Албанії (4): 1961, 1963, 1964, 1971
- Володар Кубка Албанії (5): 1961, 1964, 1966, 1970, 1973
- Найвидатніший албанський футболіст 50-річчя (1954—2003)
- Найкращий бомбардир чемпіонату Албанії (3): 1960, 1961, 1970
- Кавалер ордену Честь нації (Албанія) (2009)